# Nodulo (dermatologia)
Il nodulo è una lesione circoscritta della pelle, solida e palpabile. È simile alla papula ma interessa tessuti più profondi ed è di dimensioni maggiori (supera i 5 mm di diametro). La lesione è in sede dermica o ipodermica.
Il nodulo può essere espressione di un'infiammazione se dura poco tempo (es. geloni o eritema nodoso); può essere di origine oncologica, quindi essere la parte evidente di un tumore benigno o in taluni casi maligno (sarcoma o linfoma cutaneo).
Alla guarigione lascia una cicatrice.